# Біологічні активи
Біологі́чний акти́в — тварина або рослина, яка в процесі біологічних перетворень здатна давати сільськогосподарську продукцію та/або додаткові біологічні активи, а також приносити в інший спосіб економічні вигоди.
Основними умовами визнання біологічних активів є ймовірність отримання підприємством у майбутньому економічних вигід, пов’язаних з їх використанням, та можливість достовірної оцінки їхньої вартості. 
За строком використання бувають поточні та довгострокові біологічні активи.
Поточні біологічні активи — біологічні активи, здатні давати сільськогосподарську продукцію та/або додаткові біологічні активи, приносити в інший спосіб економічні вигоди протягом періоду, що не перевищує 12 місяців, а також тварини на вирощуванні та відгодівлі.
Довгострокові біологічні активи — усі біологічні активи, термін одержання економічних вигід від яких перевищує рік. 
До довгострокових біологічних активів відносяться багаторічні насадження, зокрема сади, виноградники, плантації хмелю і ягідних культур, багаторічні трави тощо, а також тварини основного стада ВРХ, свиней, коней, овець. При цьому тварини основного стада у птахівництві, кролівництві і звірівництві визнаються поточними біологічними активами.